# 埃尔坎维莱
埃尔坎维莱（法語：Erquinvillers，法語發音：[ɛʁkɛ̃vile]）是法国瓦兹省的一个市镇，属于克莱蒙区。

## 地理
埃尔坎维莱（49°27'31"N, 2°28'41"E）面积3.77 平方千米，位于法国上法蘭西大區瓦兹省，该省份为法国北部内陆省份，北起索姆省，西接厄尔省和滨海塞纳省，南至塞纳-马恩省和瓦兹河谷省，东临埃纳省。
与埃尔坎维莱接壤的市镇（或旧市镇、城区）包括：略维莱、屈尼耶尔、诺鲁瓦、普龙勒鲁瓦。
埃尔坎维莱的时区为UTC+01:00、UTC+02:00（夏令时）。

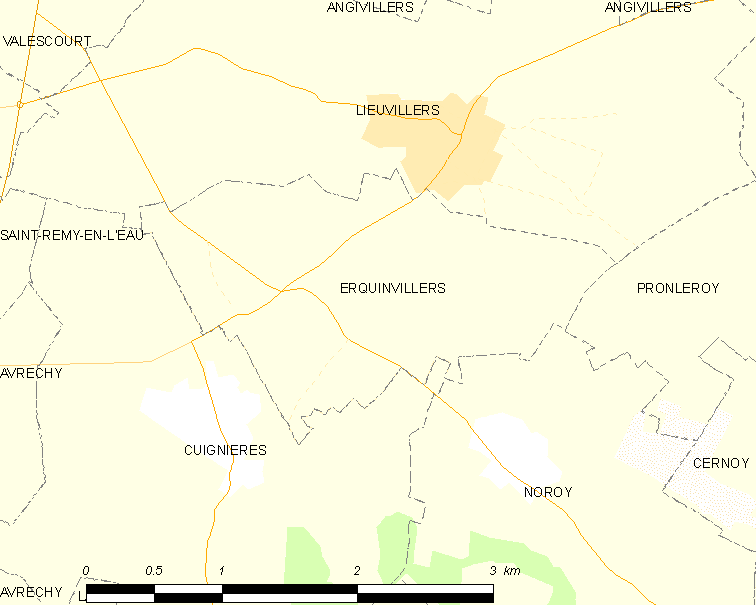
埃尔坎维莱的OSM定位图

## 行政
埃尔坎维莱的邮政编码为60130，INSEE市镇编码为60216。

## 政治
埃尔坎维莱所属的省级选区为圣瑞斯特昂绍塞县、瓦兹省第一选区。

## 人口

1962-2008年间埃尔坎维莱人口变化图示

埃尔坎维莱于2022年1月1日时的人口数量为185人。